# Discalma atomosaria
Discalma atomosaria är en fjärilsart som beskrevs av W. Warren 1907. Discalma atomosaria ingår i släktet Discalma och familjen mätare. Inga underarter finns listade i Catalogue of Life.